# Bostrychia (oiseau)
Cet article concerne le genre d'oiseau. Pour l'algue rouge, voir Bostrychia (algue).
Genre
Le genre Bostrychia comprend cinq espèces d'ibis de la sous-famille des Threskiornithinae.

## Liste des espèces
D'après la classification de référence (version 14.1, 2024) de l'Union internationale des ornithologues, il y a 5 espèces du genre Bostrychia (ordre philogénique) :
- Bostrychia olivacea (Du Bus de Gisignies, 1838) – Ibis olive ;
- Bostrychia bocagei (Chapin, 1923) – Ibis de Sao Tomé ;
- Bostrychia rara (Rothschild, Hartert, EJO & Kleinschmidt, 1897) – Ibis vermiculé ;
- Bostrychia hagedash (Latham, 1790) – Ibis hagedash ;
- Bostrychia carunculata (Rüppell, 1837) – Ibis caronculé.